# The Gown of Destiny
The Gown of Destiny er en amerikansk stumfilm fra 1917 af Lynn Reynolds.

## Medvirkende
- Alma Rubens som Natalie Drew
- Herrera Tejedde som Andre Leriche
- Allan Sears som Neil Cunningham
- Lillian West som Mrs. Reyton
- J. Barney Sherry som Mr. Reyton